# Saatchi Art
Ne doit pas être confondu avec Galerie Saatchi.
Saatchi Art est une galerie d'art en ligne et un réseau d'artistes. Saatchi Art, basé à Los Angeles, en Californie, est la plus grande galerie et plateforme d'artistes du monde. 

## Histoire
La société était initialement connue sous le nom de Saatchi Online. Le marché Saatchi Art contient des peintures originales, des photographies, des dessins et des sculptures d'environ 110 000 artistes de plus de 100 pays à travers le monde. Son réseau d'artistes est une plate-forme permettant aux artistes de montrer leur travail et d'interagir.
En août 2014, Saatchi Art a été acquise par Leaf Group (anciennement Demand Media, Inc.).

## Controverses

### Poursuites de Charles Saatchi
En novembre 2014, Charles Saatchi, le propriétaire de Saatchi Gallery, a intenté une action en justice auprès de la Chancery Division of High Court of Justice du Royaume-Uni contre les propriétaires actuels de Saatchi Art. Il demande de cesser d'utiliser le nom Saatchi Art en raison d'une violation d'un accord de propriété intellectuelle du 18 février 2010. Il demande également à être payé la part des bénéfices réalisés en utilisant le nom Saatchi Art à partir du moment de la violation présumée,. 